# Homoeographa lamceolella
Homoeographa lamceolella är en fjärilsart som beskrevs av Émile Louis Ragonot 1888. Homoeographa lamceolella ingår i släktet Homoeographa och familjen mott. Inga underarter finns listade i Catalogue of Life.